# همپتون ۱۶۲۵۵
سیارک ۱۶۲۵۵ (به انگلیسی: 16255 Hampton، نامگذاری:2000HX63) شانزده هزار و دویست و پنجاه و پنجمین سیارک کشف شده‌است که در ۲۶ آوریل ۲۰۰۰ کشف شد.
قدر مطلق سیارک برابر ۱۸٫۶ است.